# Juegos Suramericanos de Playa
Los Juegos Suramericanos de Playa son un evento multideportivo de playa organizado por ODESUR cada 2 años, donde pueden competir todos los países afiliados a esta institución.
Los primeros juegos se organizaron en 2009 en dos ciudades uruguayas desde el 3 al 13 de diciembre. En la sede de Montevideo se desarrollaron las competencias de "arena" en el estadio Arenas del Plata en la Playa Pocitos en el barrio homónimo y en la sede de Punta del Este las competencias de "agua" y se usa para ese fin las costas de este balneario y el escenario Nogaró by Mantra.
La segunda edición de los juegos se realizaron en la ciudad ecuatoriana de Manta del 2 de diciembre hasta el 12 de diciembre del 2011.
La ceremonia inaugural fue transmitida desde Ecuador a través de las cadenas Ecuador TV y Oromar Televisión, para toda América del Sur.
Está previsto que la VI edición sea llevada a cabo en 2027.

## Eventos y ediciones
| Año  | Nombre oficial                    | Sede                        | Sede                 | Duración                       | Países | Deportes | Atletas |
| ---- | --------------------------------- | --------------------------- | -------------------- | ------------------------------ | ------ | -------- | ------- |
| 2009 | I Juegos Suramericanos de Playa   | Bandera de Uruguay          | Bandera de Uruguay   | 3 de diciembre 13 de diciembre | 15     | 10       |         |
| 2009 | I Juegos Suramericanos de Playa   | Montevideo y Punta del Este | Uruguay              | 3 de diciembre 13 de diciembre | 15     | 10       |         |
| 2011 | II Juegos Suramericanos de Playa  | Bandera de Ecuador          | Bandera de Ecuador   | 2 de diciembre 12 de diciembre | 10     | 10       | 675     |
| 2011 | II Juegos Suramericanos de Playa  | Manta                       | Ecuador              | 2 de diciembre 12 de diciembre | 10     | 10       | 675     |
| 2014 | III Juegos Suramericanos de Playa | Bandera de Venezuela        | Bandera de Venezuela | 14 de mayo 24 de mayo          | 14     | 10       | 1.200   |
| 2014 | III Juegos Suramericanos de Playa | Vargas                      | Venezuela            | 14 de mayo 24 de mayo          | 14     | 10       | 1.200   |
| 2019 | IV Juegos Suramericanos de Playa  | Bandera de Argentina        | Bandera de Argentina | 14 de marzo 23 de marzo        | 14     | 13       |         |
| 2019 | IV Juegos Suramericanos de Playa  | Rosario                     | Argentina            | 14 de marzo 23 de marzo        | 14     | 13       |         |
| 2023 | V Juegos Suramericanos de Playa   | Bandera de Colombia         | Bandera de Colombia  | 14 de julio 21 de julio        | 15     | 14       | +800    |
| 2023 | V Juegos Suramericanos de Playa   | Santa Marta                 | Colombia             | 14 de julio 21 de julio        | 15     | 14       | +800    |

## Deportes
Las competiciones masculinas y femeninas, a la edición 2023, son las siguientes:
| - Actividades subacuáticas - Balonmano playa - Esquí náutico - Fútbol playa - Lucha libre de playa | - Natación en aguas abiertas - Remo beach sprint - Rugby playa - Skateboarding - Surf | - Tenis de playa - Triatlón - Vela - Voleibol playa |

## Medallero histórico (2009-2023)
| Núm.  | País            | Oro | Plata | Bronce | Total |
| ----- | --------------- | --- | ----- | ------ | ----- |
| 1     | Brasil (BRA)    | 52  | 34    | 29     | 115   |
| 2     | Argentina (ARG) | 49  | 54    | 54     | 157   |
| 3     | Venezuela (VEN) | 29  | 39    | 27     | 95    |
| 4     | Perú (PER)      | 26  | 13    | 14     | 53    |
| 5     | Colombia (COL)  | 22  | 24    | 20     | 66    |
| 6     | Ecuador (ECU)   | 18  | 16    | 21     | 55    |
| 7     | Chile (CHI)     | 15  | 15    | 30     | 60    |
| 8     | Uruguay (URU)   | 4   | 11    | 13     | 28    |
| 9     | Paraguay (PAR)  | 2   | 8     | 5      | 15    |
| 10    | Aruba (ARU)     | 0   | 2     | 1      | 3     |
| 11    | Panamá (PAN)    | 0   | 1     | 4      | 5     |
| Total | Total           | 217 | 217   | 218    | 652   |